# بامپر رابینسون
بامپر رابینسون (انگلیسی: Bumper Robinson؛ زادهٔ ۱۹ ژوئن ۱۹۷۴) یک هنرپیشه اهل ایالات متحده آمریکا است.